# Rebecka Dahlin
Rebecka Antonia Dahlin, född 23 februari 1993,  är en svensk basketspelare i  Södertälje BBK. 
Den 169 cm långa Dahlin har spelat hela karriären i Södertälje BBK och började spela när hon var 11 år. Hon spelade i det svenska U16-landslaget 2009 i bland annat ungdoms-OS.